# Gianni Zanasi (rugbista)
Gianni Zanasi (Bologna, 30 luglio 1931 – Bologna, 14 ottobre 2014) è stato un giornalista e rugbista a 15 italiano.
Ha collaborato per il periodico bolognese Il Resto del Carlino.
Ex rugbista del Bologna, cronista ed opinionista specializzato nella disciplina della palla ovale. Conduttore di vari programmi radio-televisivi per il rugby. Fondatore nel 2000 della rivista mensile La Meta Rugby Magazine. In oltre 50 anni di attività, inviato in tutto il mondo per varie agenzie di stampa a seguito di avvenimenti sportivi inerenti al rugby. Corrispondente dall'estero con 29 anni di residenza a Parigi.